# Aristodemo di Nisa il Vecchio
Aristodemo di Nisa il Vecchio, figlio di Menecrate (in greco antico: Ἀριστόδημος?, Aristódēmos; Nysa, II secolo a.C. – I secolo a.C.), è stato un grammatico greco antico.
Nato in Caria, fu discepolo del famoso grammatico Aristarco di Samotracia.
William Smith lo indica come il personaggio citato negli scoli a Píndaro col nome di Aristodemo di Alessandria, dato che visse in tale città per qualche tempo. Di ritorno a Nisa, in tarda età prese come allievo Strabone.
Era parente, più anziano, di Aristodemo di Nisa il Giovane.